# David Wilmot
David Wilmot, född 20 januari 1814 i Bethany, Pennsylvania, död 16 mars 1868 i Towanda, Pennsylvania, var en amerikansk politiker och jurist. Han representerade delstaten Pennsylvania i båda kamrarna av USA:s kongress, först i representanthuset 1845–1851 och sedan i senaten 1861–1863. Han är känd i USA:s historia som eponym för Wilmot Proviso, ett förbehåll som han år 1846 lade till i ett lagförslag i kongressen i syfte att förbjuda slaveriet i territorier som USA erövrade i mexikanska kriget. Medan senaten inte godkände förbehållet, hade kongressledamoten Wilmot i alla fall bidragit till händelseförloppet kring dispyten om slaveriet som till sist ledde till amerikanska inbördeskriget.
Wilmot studerade juridik och inledde 1834 sin karriär som advokat i Towanda. Han gick med i demokraterna och blev 1844 invald i representanthuset. Under sin första mandatperiod i kongressen stödde Wilmot USA:s president James K. Polk i det att USA:s regering startade mexikanska kriget. Han räknades som en lojal demokrat. Ändå introducerade han redan 1846 det tillägg som skulle bli historisk som Wilmot Proviso, att slaveriet helt och hållet borde förbjudas i det område som USA erövrar i kriget mot Mexiko. Det ursprungliga lagförslaget gällde två miljoner dollar som kongressen skulle bevilja den federala regeringen för fredsförhandlingarna. Förbehållet som gällde slaveriet som Wilmot lade till i lagförslaget godkändes av representanthuset med rösterna 83 mot 64. Senaten tog inte ställning i saken och ett nytt lagförslag kom upp i representanthusets nästa session med samma förbehåll. Wilmot Proviso godkändes en andra gång i representanthuset med rösterna 115 mot 104. Senaten röstade sedan igenom lagförslaget utan representanthusets tillägg trots att det hade två gånger godkänts i underhuset. Wilmot omvaldes två gånger som kongressledamot men han kandiderade inte till omval i kongressvalet 1850.
Wilmot arbetade som domare i Pennsylvania 1851–1861. Han lämnade demokraterna och var 1854 med om att grunda ett nytt parti, republikanerna. Han deltog i republikanernas konvent i Philadelphia inför presidentvalet i USA 1856 och var aktiv i John C. Frémonts presidentvalskampanj.
Senator Simon Cameron avgick 1861 för att tillträda som USA:s krigsminister. Wilmot efterträdde Cameron som senator för Pennsylvania. Han efterträddes två år senare av Charles R. Buckalew.
Wilmot arbetade sedan som domare i den federala domstolen Court of Claims fram till sin död. Hans grav finns på Riverside Cemetery i Towanda.